# Symphytum
- Commons
- Wikispecies

Symphytum L. é um gênero de plantas pertencente à família Boraginaceae. Dentre elas encontra-se o popular confrei (Symphytum officinale).

## Sinonímia
- Procopiana Gusul. var. ort.
- Procopiania Gusul.

## Espécies
- Symphytum asperum,
- Symphytum bulbosum,
- Symphytum caucasicum
- Symphytum grandiflorum
- Symphytum orientale
- Symphytum tauricum
- Symphytum tuberosum
- Symphytum x uplandicum (S. asperum x officinale)
- Lista completa

## Classificação do gênero
| Sistema | Classificação                      | Referência               |
| ------- | ---------------------------------- | ------------------------ |
| Linné   | Classe Pentandria, ordem Monogynia | Species plantarum (1753) |